# Idotea balthica
Idotea balthica es una especie de crustáceo isópodo marino de la familia Idoteidae. Isópodo con un cuerpo ovalado, de unos 10 - 30 mm en los machos y 10 - 18 en las hembras. La antena 1 alcanza o iguala el artejo 3 del pedúnculo de la antena 2, cuyo flagelo es más largo que el pedúnculo y es una cuarta parte de la longitud del animal. El palpo del maxilípedo consta de 4 artejos. Placas coxales grandes en los adultos, se extienden desde el borde anterior al posterior de los segmentos 2 - 3 al 7 del pereion. Pereiopodos similares. El pleon consta de 2 segmentos completos y una sutura parcial en el pleotelson, que presenta una quilla dorsal y los bordes más o menos rectos, que gradualmente forman un borde posterior tridentado, siendo el proceso central el más largo y agudo (los juveniles carecen de este extremo). Urópodos unirrámeos.
Se cataloga como un polinizador de algas igual que abejas o colibríes.

## Hábitat y ecología
Generalmente vive fuera del agua, pero no es difícil encontrarlo entre algas fijadas a la costa.

## Distribución
Se trata de una especie casi cosmopolita, ampliamente distribuida en Europa, desde el norte de Noruega al Mar Negro.

## Distribución geográfica
Se distribuye por todo el Atlántico norte, el mar Mediterráneo, el mar Negro y el mar Rojo.

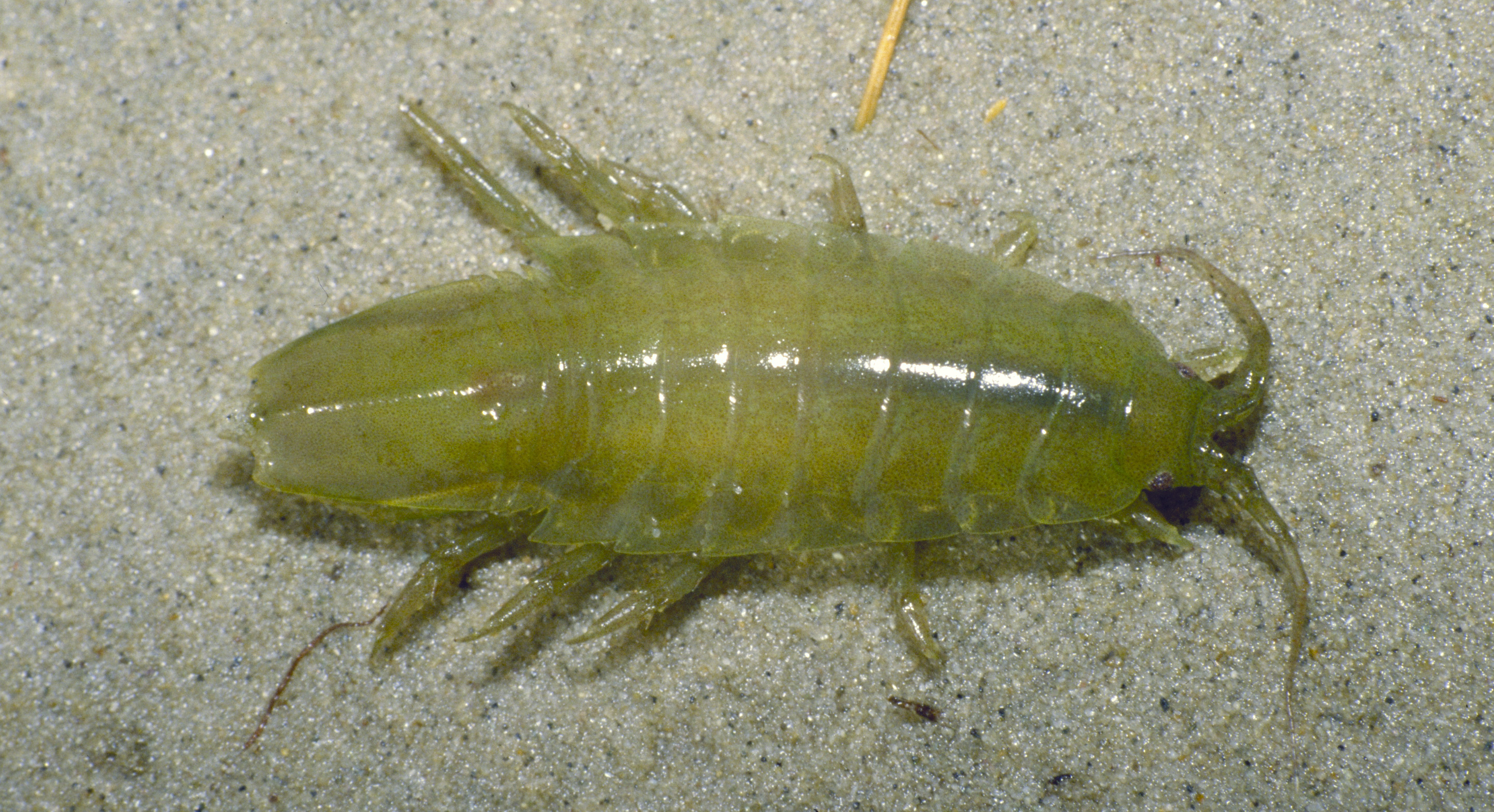